# The Idea of Pakistan
The Idea of Pakistan là một cuốn sách được viết bởi nhà khoa học chính trị người Mỹ Stephen P. Cohen. Được xuất bản lần đầu vào năm 2004, cuốn sách cố gắng trả lời câu hỏi "Pakistan là gì?" và cố gắng vượt ra khỏi những nhãn mác đơn giản được đặt cho quốc gia Nam Á này; bằng cách làm sáng tỏ quá khứ của Pakistan, Cohen muốn dự đoán tương lai của quốc gia và ý tưởng về Pakistan sẽ hoạt động như thế nào.

## Bối cảnh và nội dung
Cuốn sách là phần tiếp theo của India: Emerging Power (Ấn Độ: Quyền lực mới nổi) và chuẩn bị cho cuốn sách sắp tới  The Future of Pakistan (Tương lai của Pakistan), được viết vào năm 2012, được rút ra từ chương kết thúc của The Idea of Pakistan.
The Idea of Pakistan, trang 270
Trong cuốn sách, Steve Cohen thảo luận về "ý tưởng về Pakistan, tình trạng của Pakistan, chủ nghĩa khu vực và sự tách biệt, triển vọng nhân khẩu học, giáo dục và kinh tế, tương lai của Pakistan và các lựa chọn kiểu Mỹ" cùng những thứ khác. Cuối cùng, Cohen vạch ra năm tương lai cho Pakistan (ngầm nói rằng tương lai sẽ bao gồm sự kết hợp của từng tương lai chứ không phải bất kỳ tương lai nào). Các kịch bản này là: "sự xuất hiện của một nhà nước ôn hòa, dân chủ; sự gia tăng của chủ nghĩa độc tài; sự nổi lên của một nhà nước Hồi giáo; Pakistan có thể tan rã và Pakistan sau một cuộc chiến lớn với Ấn Độ".
Cohen lưu ý rằng tầm nhìn về Pakistan như một quốc gia của người Hồi giáo ở Nam Á đã bị chia cắt như thế nào với sự thành lập của Bangladesh vào năm 1971. Ahmad Faruqui lưu ý cách Cohen thừa nhận rằng "việc tranh chấp không ngừng Kashmir đã gây ra nhiều thiệt hại cho Pakistan hơn bất kỳ vấn đề đơn lẻ nào khác". Ông nói rằng tầm nhìn về một quốc gia dân chủ "còn nghi ngờ liệu quân đội Pakistan với chương trình nghị sự chính trị quá khổ của mình có bao giờ để cho tầm nhìn này thành hiện thực hay không", nói thêm rằng "quân đội Pakistan nhớ lâu dài và nhìn xa trông rộng". Ahmad Faruqui lưu ý rằng "giả thuyết ngầm của cuốn sách là sự bất an của Pakistan đã dẫn đến sự cai trị của quân đội". Cohen cũng đổ lỗi cho các chính trị gia vì không thể tạo ra một nhà nước thực hiện các nghĩa vụ cơ bản đối với công dân của mình.

## Nhận xét và phản ứng
India Today viết rằng cuốn sách "là một tiểu sử chi tiết về một quốc gia đầy thất vọng bởi con người cũng như lịch sử, với mọi hành động cứu rỗi đều kết thúc bằng sự phản bội...".

Rizwan Web của Viện Nghiên cứu Hòa bình và Xung đột viết rằng Cohen nói rằng Pakistan được điều hành bởi "Tổ chức" bao gồm các giới tinh hoa khác nhau; một nhóm mà 
"tin rằng Ấn Độ phải bị đáp trả, vũ khí hạt nhân đã bảo vệ Pakistan, Kashmir là phần chưa hoàn thành của kế hoạch phân vùng, và những cải cách xã hội quy mô lớn là không thể chấp nhận được, chủ nghĩa dân tộc Hồi giáo lên tiếng là mong muốn nhưng chủ nghĩa Hồi giáo thì không; Washington không nên được tin tưởng nhưng cần được tận dụng tối đa." 
 Cuốn sách cũng đưa ra quan điểm về cách Washington có thể thúc đẩy các lợi ích của mình ở Nam Á.
Qadar Bakhsh Baloch của Đại học Qurtuba viết: "Chủ đề cơ bản của cuốn sách là Ý tưởng về Pakistan đã thiếu ý tưởng và câu hỏi lớn nhất hiện nay là ý tưởng về Pakistan sẽ hoạt động như thế nào". Tuy nhiên, Baloch viết: "Những dữ liệu của Cohen đáng nghi ngờ, logic của anh ta thì thao túng, và sự thiếu sót của anh ta là có chủ ý và có ý nghĩa".
Trong tạp chí Outlook, chính trị gia Ấn Độ Jaswant Singh dẫn lời Cohen, người nói rằng "khía cạnh Ấn Độ trong bản sắc của Pakistan" [đã bị]... bỏ qua một cách có hệ thống bởi các chính trị gia và học giả Pakistan đương thời "; Điều này, theo Singh, "tạo ra một tình thế tiến thoái lưỡng nan nghiêm trọng - vì Pakistan không thể bác bỏ hay thừa nhận nó. Làm thế nào để bác bỏ thực tế của một địa lý, hoặc phá vỡ hoàn toàn một quá khứ lịch sử chung?"